# L'amore in musica
L'amore in musica és una òpera en tres actes composta per Antonio Boroni sobre un llibret italià de Francesco Griselini, basat en La Reginella o La virtuosa di musica del mateix Griselini. S'estrenà al Teatro San Moisè de Venècia el 15 d'octubre de 1763.
A Catalunya s'estrenà el 1765 al Teatre de la Santa Creu de Barcelona.